# 장미꽃 인생
"장미꽃 인생"은 한국에서 제작된 윤예담 감독의 1963년 영화이다. 김승호 등이 주연으로 출연하였고 유희대 등이 제작에 참여하였다.

## 출연

### 주연
- 김승호
- 황정순
- 도금봉

## 기타
- 조명: 윤기환
- 미술: 홍성칠